# Gare d'Opwijk
La gare d'Opwijk (station Opwijk en néerlandais) est une gare ferroviaire belge de la ligne 60 de Jette à Termonde située dans la commune d'Opwijk en région flamande dans la Province du Brabant flamand. Elle se trouvait également sur la  ligne 61 de Kontich à Alost, désormais fermée.
C’est une halte voyageurs de la Société nationale des chemins de fer belges (SNCB-NMBS) desservie par des trains Suburbains (S) des lignes S3 et S10 du (futur) RER Bruxellois.

## Situation ferroviaire
Située sur la ligne 60, elle est établie entre la gare de Merchtem et la gare d'Heizijde. Sur la ligne 61, elle se trouvait entre la gare de Peisegem et la halte de Nijverseel, toutes deux fermées à tout trafic.

## Histoire
La gare d'Opwijk ouvre le 18 mai 1879 en même temps que la section entre Termonde et Asse de la future ligne 60 de Termonde à Jette qui sera inaugurée dans sa totalité le 15 septembre 1881. Le 12 octobre 1879, le dernier tronçon (Londerzeel - Alost) de la ligne 61 de Kontich à Alost est à son tour inauguré et il passe par la gare d'Opwijk.

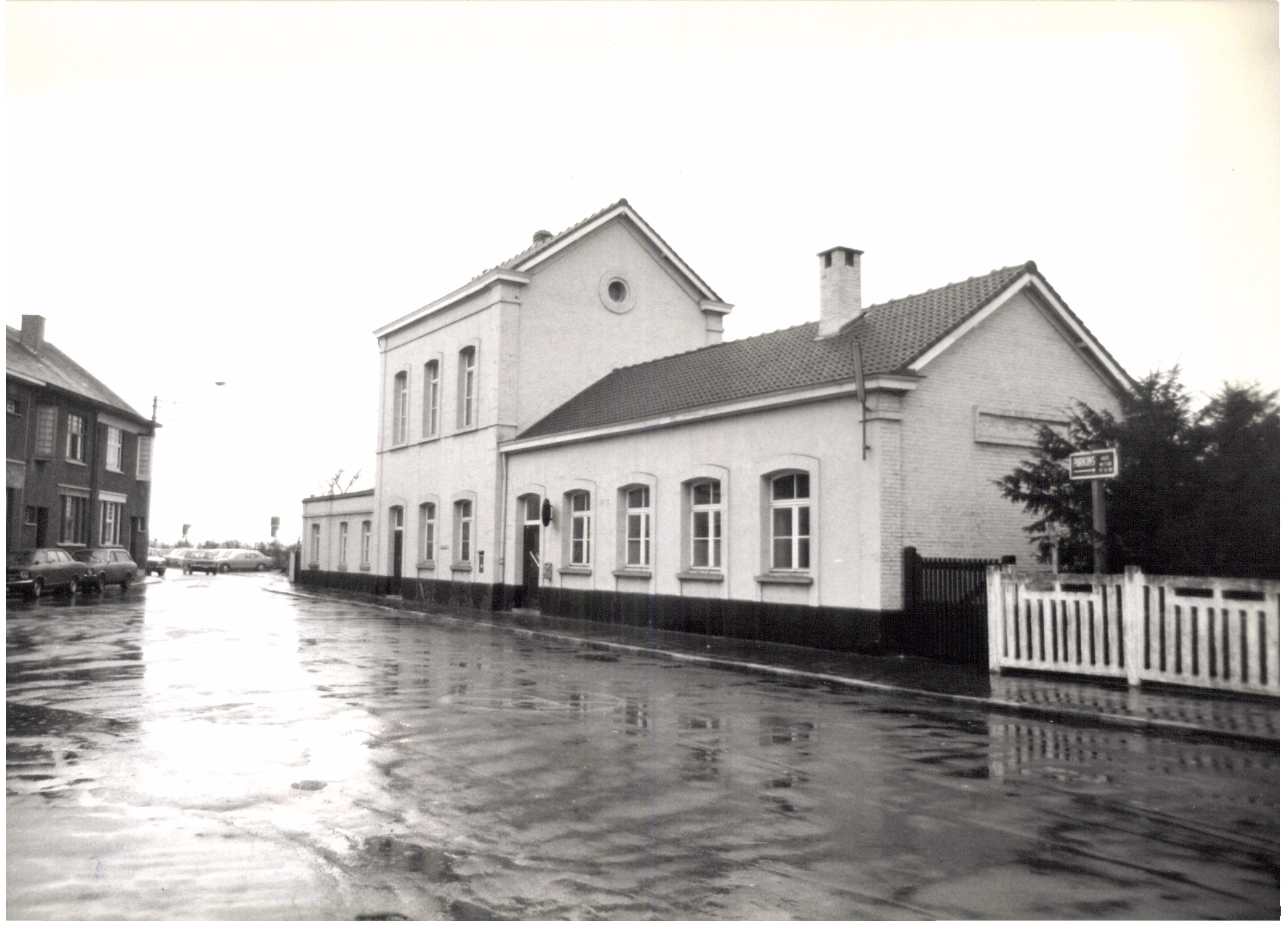
La gare en 1978.

Construite comme de nombreuses lignes à cette période par des sociétés privées pour les Chemins de fer de l’État Belge, elle reçoit, comme les autres gares de cette ligne, un bâtiment de gare de plan type 1873 qui comporte une aile de cinq travées disposée à droite du corps central. Le bâtiment de gare existe toujours et a été repeint en rouge avec du blanc pour les pilastres, les encadrements et le soubassement.
Sur la ligne 61, le trafic des trains a subi une lente érosion entamée en 1933 avec la suppression des trains directs entre Alost et Anvers au profit d’une desserte fragmentée qui se conclura par l'abandon pur et simple du trafic des voyageurs et la fermeture par étapes au trafic des marchandises. La desserte entre Opwijk et Peisegem prend fin en 1952 et le reste du tronçon vers Londerzeel ferme en 1956. En direction d'Alost, une partie de la ligne est fermée en 1957 et seul le tronçon Opwijk - Moorsel reste ouvert (il fermera définitivement en 1976).
Quant à la ligne 60, elle fut électrifiée en 1981 et reste parcourue par des trains directs ainsi que des trains omnibus intégrés au RER Bruxellois.

## Service des voyageurs

### Accueil
C'est un point d'arrêt non géré (PANG), à accès libre.

### Desserte
Merchtem est desservie par des trains Suburbains (S), de la SNCB (voir brochure SNCB,).
En semaine, la desserte comporte des trains S3 entre Termonde et Zottegem via Bruxelles et des trains S10 entre Bruxelles-Midi et Termonde via la gare de l'ouest, au rythme d'un par heure chacun. Le dernier train de la journée est un InterCity (IC) reliant Courtrai à Termonde en desservant tous les arrêts intermédiaires entre Jette et Termonde (les autres IC de la ligne sont directs).
Les week-ends et jours fériés, la desserte se limite à des trains S10 entre Bruxelles-Midi et Termonde qui circulent toutes les heures.

installations
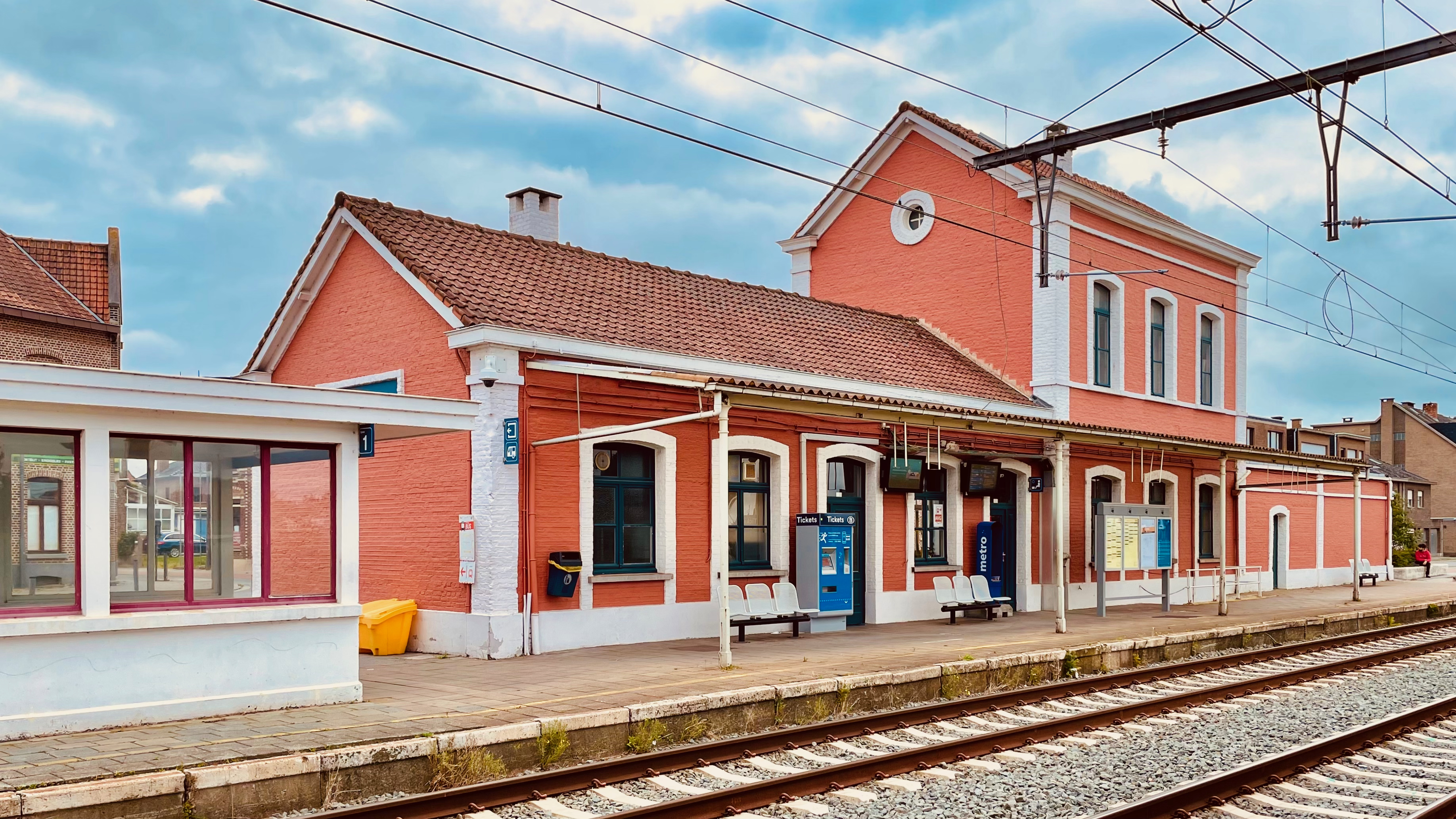
En 2021.
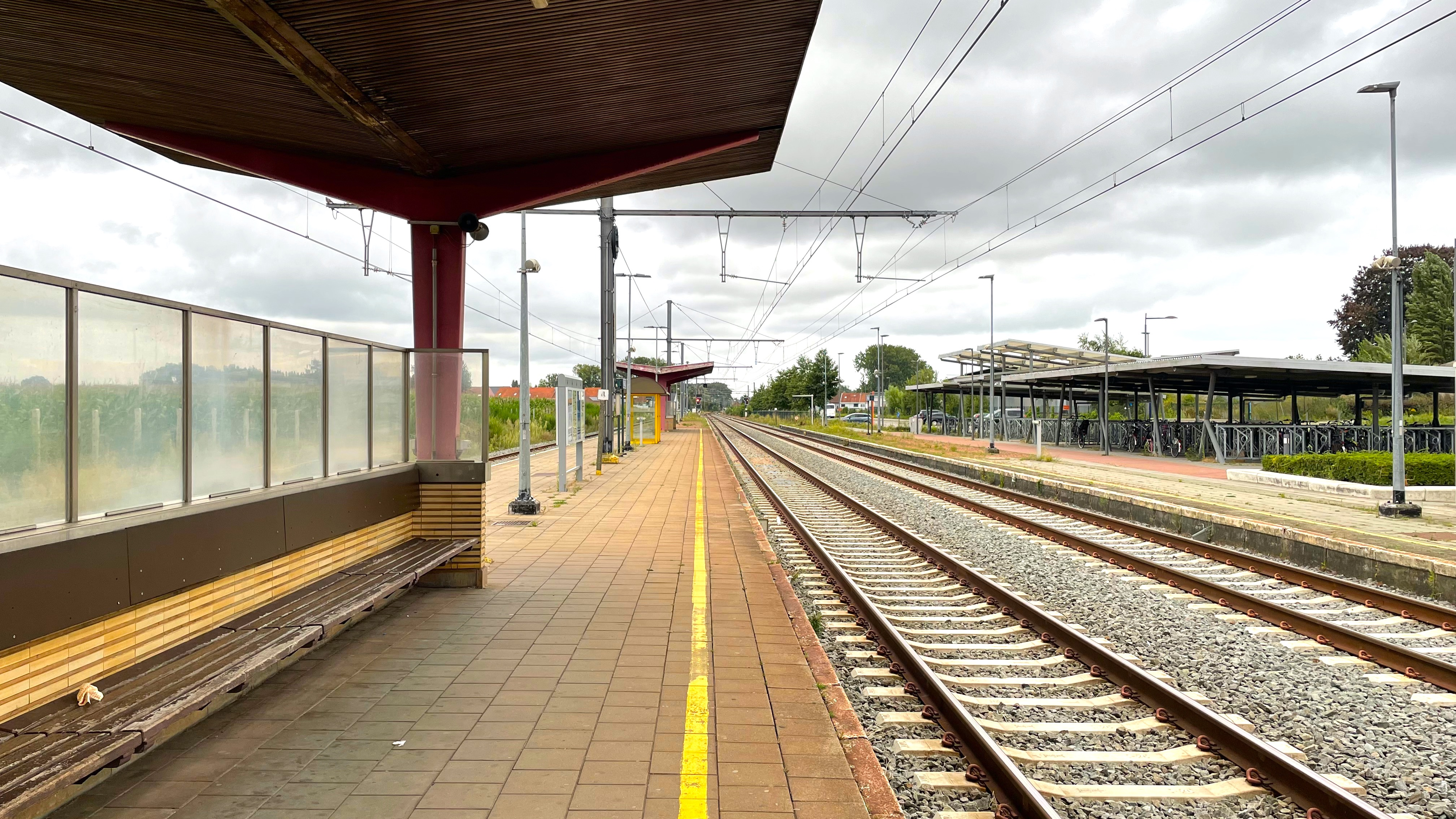
Quais.
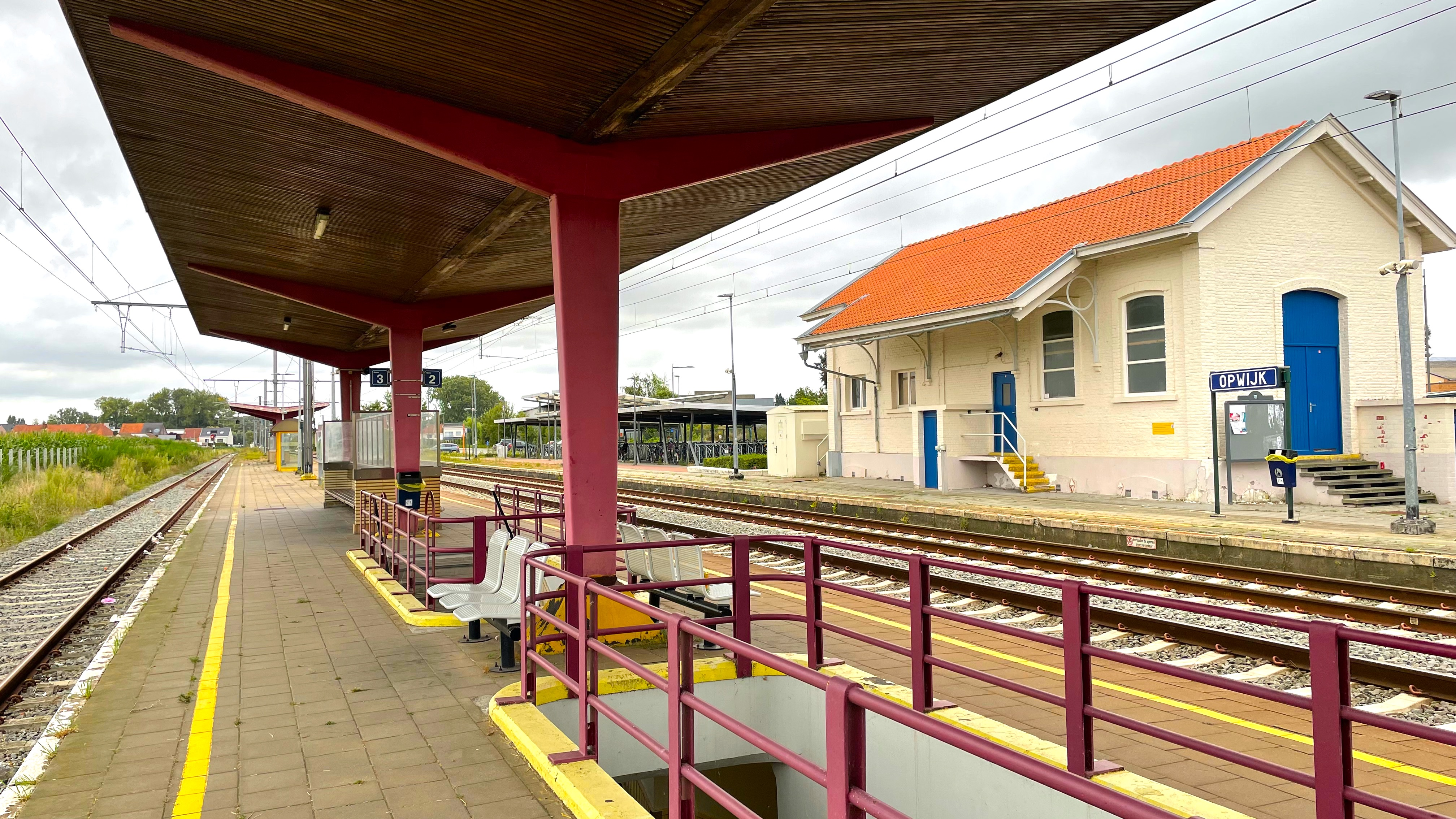
Halle aux marchandises.

## Comptage voyageurs
Ce graphique et tableau montre le nombre de voyageurs embarquant en moyenne durant la semaine, le samedi et le dimanche.
| Nombre de passagers qui embarquent à la gare d`Opwijk | Nombre de passagers qui embarquent à la gare d`Opwijk | Nombre de passagers qui embarquent à la gare d`Opwijk | Nombre de passagers qui embarquent à la gare d`Opwijk |
|                                                       | Semaine                                               | Samedi                                                | Dimanche                                              |
| ----------------------------------------------------- | ----------------------------------------------------- | ----------------------------------------------------- | ----------------------------------------------------- |
| 1977                                                  | 2 327                                                 | 204                                                   | 178                                                   |
| 1978                                                  | 2 377                                                 | 262                                                   | 189                                                   |
| 1979                                                  | 1 831                                                 | 225                                                   | 192                                                   |
| 1980                                                  | 2 035                                                 | 235                                                   | 210                                                   |
| 1981                                                  | 2 265                                                 | 238                                                   | 214                                                   |
| 1982                                                  | 1 996                                                 | 247                                                   | 242                                                   |
| 1983                                                  | 2 069                                                 | 218                                                   | 239                                                   |
| 1984                                                  | 1 673                                                 | 185                                                   | 143                                                   |
| 1985                                                  | 1 309                                                 | 186                                                   | 196                                                   |
| 1986                                                  | 1 429                                                 | 163                                                   | 127                                                   |
| 1987                                                  | 1 571                                                 | 136                                                   | 145                                                   |
| 1988                                                  | 1 464                                                 | 135                                                   | 101                                                   |
| 1989                                                  | 1 291                                                 | 112                                                   | 88                                                    |
| 1990                                                  | 1 340                                                 | 166                                                   | 88                                                    |
| 1991                                                  | 1 288                                                 | 151                                                   | 141                                                   |
| 1992                                                  | 1 302                                                 | 163                                                   | 141                                                   |
| 1993                                                  | 1 322                                                 | 120                                                   | 87                                                    |
| 1994                                                  | 1 464                                                 | 262                                                   | 168                                                   |
| 1995                                                  | 1 293                                                 | 223                                                   | 140                                                   |
| 1996                                                  | 1 312                                                 | 233                                                   | 174                                                   |
| 1997                                                  | 1 224                                                 | 192                                                   | 115                                                   |
| 1998                                                  | 1 353                                                 | 202                                                   | 150                                                   |
| 1999                                                  | 1 187                                                 | 192                                                   | 134                                                   |
| 2000                                                  | 1 210                                                 | 215                                                   | 130                                                   |
| 2001                                                  | 1 220                                                 | 170                                                   | 198                                                   |
| 2002                                                  | 1 116                                                 | 173                                                   | 152                                                   |
| 2003                                                  | 1 091                                                 | 237                                                   | 166                                                   |
| 2004                                                  | 1 035                                                 | 206                                                   | 158                                                   |
| 2005                                                  | 1 070                                                 | 204                                                   | 184                                                   |
| 2006                                                  | 1 096                                                 | 210                                                   | 194                                                   |
| 2007                                                  | 1 177                                                 | 218                                                   | 190                                                   |
| 2008                                                  | -                                                     | -                                                     | -                                                     |
| 2009                                                  | 948                                                   | 206                                                   | 175                                                   |
| 2010                                                  | -                                                     | -                                                     | -                                                     |
| 2011                                                  | -                                                     | -                                                     | -                                                     |
| 2012                                                  | 1 172                                                 | 275                                                   | 277                                                   |
| 2013                                                  | 1 167                                                 | 430                                                   | 261                                                   |
| 2014                                                  | 1 208                                                 | 348                                                   | 365                                                   |
| 2015                                                  | 1 197                                                 | 197                                                   | 210                                                   |
| 2016                                                  | 1 147                                                 | 206                                                   | 214                                                   |
| 2017                                                  | 1 158                                                 | 210                                                   | 204                                                   |
| 2018                                                  | 1 094                                                 | 269                                                   | 188                                                   |
| 2019                                                  | 1 101                                                 | 410                                                   | 302                                                   |
| 2020                                                  | 613                                                   | 154                                                   | 151                                                   |
| 2021                                                  | -                                                     | -                                                     | -                                                     |
| 2022                                                  | 1 202                                                 | 266                                                   | 269                                                   |
| 2023                                                  | 1 100                                                 | 248                                                   | 252                                                   |
| 2024                                                  | 1 140                                                 | 310                                                   | 246                                                   |